# S4 league
S4 League är ett online third-person shooter utvecklat av Pentavision 2008. S4 League kan spelas i de flesta länder, men det finns speciella ligor i Korea och Europa som även inkluderar Nordamerika. 

## Spelstil
Spelet liknar andra spel, som GunZ och eXteel i och med betoning på samarbete mellan spelarna och sport snarare än att döda motståndarna.

## Playstation Portable
En version för Playstation Portable är under utveckling.